# Dante Quinterno
Dante Quinterno (Buenos Aires, 26 de outubro de 1909 - Buenos Aires, 14 de maio de 2003) foi um autor de quadrinhos/banda desenhada argentino, célebre por seu personagem Patoruzú.

## Biografia
Filho de Martín Quinterno e Laura Raffo. Seu avô paterno era oriundo do Piemonte, e na Argentina se dedicou ao cultivo e comercialização de árvores frutíferas.
Em 1924 Dante começou a enviar seus desenhos para vários jornais portenhos. Em 1925 publicou sua primeira tira, Panitruco, em El Suplemento. Mais tarde vieram Andanzas y desventuras de Manolo Quaranta (1926); Don Fermín (depois chamada Don Fierro, 1926), e Un porteño optimista (posteriormente Las aventuras de Don Gil Contento, 1927), para diferentes jornais. Nesta última, em 1928, surgiu seu personagem Curugua-Curuguagüigua, que logo foi rebatizado como Patoruzú. Junto com Patoruzú apareceram outros personagens como Isidoro Cañones e Patoruzito, os quais logo também passaram a ser publicações independentes. Desde 1936, Patoruzu se transformou em uma revista independente, que em seus melhores momentos chegou a vender 300 mil exemplares. Nesse mesmo ano, o autor funda a Editorial Dante Quinterno. Posteriormente aparecem outras publicações: Patoruzito (1945), na qual colaboram Eduardo Ferro, José Luis Salinas e Alberto Breccia entre outros nomes; Andanzas de Patoruzú (1956), Correrías de Patoruzito (1958) e Locuras de Isidoro (1968).
Quinterno iniciou também sua carreira de animador quando estreia em 20 de novembro de 1942 seu primeiro curta-metragem de 12 minutos de duração, Upa en apuros.
A partir dos anos 1950 se distanciou do mundo da banda desenhada/história em quadrinhos, dedicando-se a outras atividades empresariais.
Dante Quinterno satirizou o presidente Juan Domingo Perón, o que fez este declarar o encerramento da revista por satirizar o seu Governo. Longe de questões partidárias, Dante Quinterno usou seu personagem Patoruzú para críticas a política argentina, propagando seu nacionalismo veementemente; Quinterno por meio de seu personagem enfatizou e valorizou a argentinidade. Em 1976 o governo da Ditadura Militar Argentina o escolheu como emblema da Argentina, porém, pouco tempo depois foi considerado como ameaça pois prezava pelos
menos favorecidos e foi tratado como comunista.
Casou-se em 1938 com Rosa Schiaffino, com quem teve três filhos, Dante, Walter e Mónica.